# Comienzo de la predicación de Jesús en Galilea
El Comienzo de la predicación de Jesús en Galilea  es un evento en la vida de Jesús que se produjo después de sufrir las  tentaciones en el desierto y, prácticamente a la vez, de que se enteró de que el Bautista había sido encarcelado por Herodes Antipas.

## Textos bíblicos
- Según  san Mateo (4; 12-17)

Cuando oyó que Juan había sido encarcelado, se retiró a Galilea. Y dejando Nazaret se fue a vivir a Cafarnaún, ciudad marítima, en los confines de Zabulón y Neftalí, para que se cumpliera lo dicho por medio del profeta Isaías: 
Tierra de Zabulón y tierra de Neftalí
en el camino del mar, 
al otro lado del Jordán, :
la Galilea de los gentiles, 
el pueblo que yacía en tinieblas 
ha visto una gran luz; 
para los que yacían en región 
y sombra de muerte 
una luz ha amanecido.
Desde entonces comenzó Jesús a predicar y a decir: —Convertíos, porque está al llegar el Reino de los Cielos.

- Según  san Macos (1; 14-15)

Después de haber sido apresado Juan, vino Jesús a Galilea predicando el Evangelio de Dios, y diciendo: —El tiempo se ha cumplido y el Reino de Dios está al llegar; convertíos y creed en el Evangelio.

- Según  san Lucas (4; 14-15)

Entonces, por impulso del Espíritu, volvió Jesús a Galilea y se extendió su fama por toda la región. Y enseñaba en sus sinagogas y era honrado por todos.

## Interpretación de la Iglesia católica
Los textos bíblicos describen el contexto histórico y cultural de Cafarnaúm, una ciudad costera ubicada en el mar de Galilea, donde Jesús centró gran parte de su actividad. Cafarnaúm se presenta como un prototipo de la región, siendo rica en recursos naturales y un importante centro de rutas comerciales. La población de la ciudad era diversa, con aproximadamente dos tercios de la población que no era judía.
El episodio del centurión, que puede referirse al relato bíblico donde Jesús cura al siervo del centurión romano, sugiere una convivencia pacífica entre diferentes razas y culturas en la región. Este centurión era un oficial del ejército romano.
Se menciona que la región de Galilea fue invadida por los asirios en tiempos de Isaías, alrededor de los años 734-721 a. C., que tuvo como consecuencia la devastación y maltrato de la zona. Parte de la población hebrea fue deportada, y grupos de personas de otras regiones fueron traídos para colonizarla. Debido a esta mezcla de población, la Biblia se refiere a la región como la Galilea de los gentiles.
Esta información contextual proporciona una comprensión más profunda del entorno en el que Jesús llevó a cabo su ministerio, destacando la diversidad cultural y la presencia de influencias extranjeras en la región de Galilea.
Esa tierra fue la primera en recibir la predicación del Mesías. De esta forma se cumplieron las profecías Ante la proximidad del Reino de los Cielos, Jesús predica la llamada urgente a la «conversión». La modificación de la palabra «convertíos» por «haced penitencia», que se encuentra en algunas versiones, en porque ahí se encuentra el sentido más profundo de la conversión:

Penitencia significa el cambio profundo de corazón bajo el influjo de la Palabra de Dios y en la perspectiva del Reino. Pero penitencia quiere también decir cambiar la vida en coherencia con el cambio de corazón, y en este sentido hacer penitencia se completa con dar frutos dignos de penitencia; toda la existencia se hace penitencia orientándose a un continuo caminar hacia lo mejor. Sin embargo, hacer penitencia es algo auténtico y eficaz sólo si se traduce en actos y gestos de penitencia. En este sentido, penitencia significa (…) el esfuerzo concreto y cotidiano del hombre, sostenido por la gracia de Dios, para perder la propia vida por Cristo como único modo de ganarla; para despojarse del hombre viejo y revestirse del nuevo; para superar en sí mismo lo que es carnal, a fin de que prevalezca lo que es espiritual; para elevarse continuamente de las cosas de abajo a las de arriba donde está Cristo

Jesús comenzó su predicación después de Juan el Bautista, marcando el inicio del Reino de Dios y la era de la salvación según la perspectiva cristiana. El cambio de época sugiere el cumplimiento de las promesas mesiánicas del Antiguo Testamento. El  martirio de Juan el Bautista simboliza las dificultades que enfrentarán los predicadores del Evangelio. La expresión Evangelio de Dios se encuentra en las epístolas de San Pablo, destacando la importancia del mensaje cristiano y la revelación divina en la obra redentora de Jesús. En resumen, Jesús representa el inicio del Reino de Dios, pero la proclamación del Evangelio no será sin dificultades. como equivalente a la de «Evangelio de Cristo». Indica, sobre todo, la novedad gozosa que adviene con Jesús, el Reino de Dios: 

En lo que puedo recordar, del Reino de los Cielos no he oído hablar nunca leyendo la Ley, los Profetas o el Salterio; sólo leyendo el Evangelio. El Reino de Dios ha quedado abierto sólo después de que haya venido aquél que dijo: el Reino de Dios está dentro de vosotros 